# The Dark Pictures Anthology: Man of Medan
The Dark Pictures Anthology: Man of Medan, kurz auch bekannt als Man of Medan, ist ein Horror-Action-Adventure von Supermassive Games; veröffentlicht von Bandai Namco Entertainment. Man of Medan ist das erste von inhaltlich voneinander unabhängigen Videospielen in der The Dark Pictures Anthology Serie. Das Spiel erschien im September 2019 für PlayStation 4, Xbox One und PC.

## Gameplay
Das Gameplay ist ähnlich dem Spiel von Supermassive Games Until Dawn aus 2015. Der Spieler begleitet eine fünfköpfige Gruppe auf einem Horror-Abenteuer-Trip und muss dabei kleinere Handlungen vornehmen, Entscheidungen treffen und Quick-Time-Events bestehen. Dabei ist das Spiel eher wie ein interaktiver Film gestaltet, wobei die Figuren nur in manchen Szenen selbst gesteuert werden müssen. Neben einem Einzelspielermodus stehen zwei weitere Spieloptionen zur Verfügung. Der Online-Multiplayer-Modus ("Shared Story") erlaubt es, die Story zeitgleich mit einem Freund an zwei Endgeräten zu spielen. Ein Filmabend genannter Modus kann von bis zu fünf Spielern gespielt werden; hier wird sich am Endgerät abgewechselt, wobei zu Beginn die einzelnen Figuren verteilt werden. Die Spielzeit beträgt circa fünf Stunden.
Im Spiel müssen die Spieler verschiedene Entscheidungen treffen, die Konsequenzen auf den weiteren Spielverlauf haben und die Beziehung der Charaktere untereinander beeinflusst. Alle fünf Charaktere können das Spiel überleben oder währenddessen umkommen. Das Spiel hat verschiedene Enden mit unterschiedlichen Szenarien.
Die Handlung ist inspiriert von dem vermeintlichen Schicksal des Schiffes Ourang Medan.

## Rezeption
The Dark Pictures Anthology: Man of Medan hat national und international durchschnittliche Bewertungen erhalten. Die Version für den PC wurde dabei auf der Seite für Wertungsaggregation Metacritic etwas besser bewertet, als die für PlayStation 4 und Xbox One.

„Zwar dauert es nach dem Prolog eine Weile, bis die beklemmende Atmosphäre und der Horror endlich richtig Fahrt aufnehmen, doch warten an Bord des „Geisterschiffs“ einige spannende Momente und gut platzierte Schocker. Die Story mag keine Oscar-Qualitäten besitzen und die Figuren triefen vor Stereotypen. Trotzdem fiebert man mit jeder von ihnen bis zum Ende mit, das aufgrund kniffliger Situationen und unbedachter Entscheidungen schneller mit tödlicher Wucht herbei kommt, als einem lieb sein kann.“

„Technisch grandios und auch gemeinsam nett. Als Gruselgeschichte aber zu uninspiriert und gewöhnlich, im Ablauf zu flach und behäbig.“

## Sequels
Das Spiel fungierte als Start der ersten Staffel, welche insgesamt vier Teile umfasst. Neben Man of Medan den zweiten Teil The Dark Pictures Anthology: Little Hope (2020), den dritten Teil The Dark Pictures Anthology: House of Ashes (2021) und den vierten Teil The Dark Pictures Anthology: The Devil in Me (2022).
Die zweite Staffel wurde mit einem ersten Spiel unter dem Titel The Dark Pictures Anthology: Directive 8020 angekündigt.